# Larseninsel
Die Larseninsel (auch Larsen-Nunatak) ist eine 140 m hohe Insel vor der Ostküste Grahamlands auf der Antarktischen Halbinsel. Sie liegt 3 km nördlich des Murdoch-Nunatak in der Gruppe der Robbeninseln.
Benannt ist sie auf Vorschlag des deutschen Kartographen Ludwig Friederichsen nach dem norwegischen Walfänger und Antarktisforscher Carl Anton Larsen (1860–1924), der die Robbeninseln im Jahr 1893 entdeckte. Während Larsen die damals von Schelfeis umgebenen Erhebungen als Inseln einstufte, hielten sie Teilnehmer der Schwedischen Antarktisexpedition 1902 unter der Leitung Otto Nordenskjölds für Nunatakker. Seitdem wird die Larseninsel auch Larsen-Nunatak genannt, obwohl das umliegende Larsen-Schelfeis seit 1995 zerfallen ist.

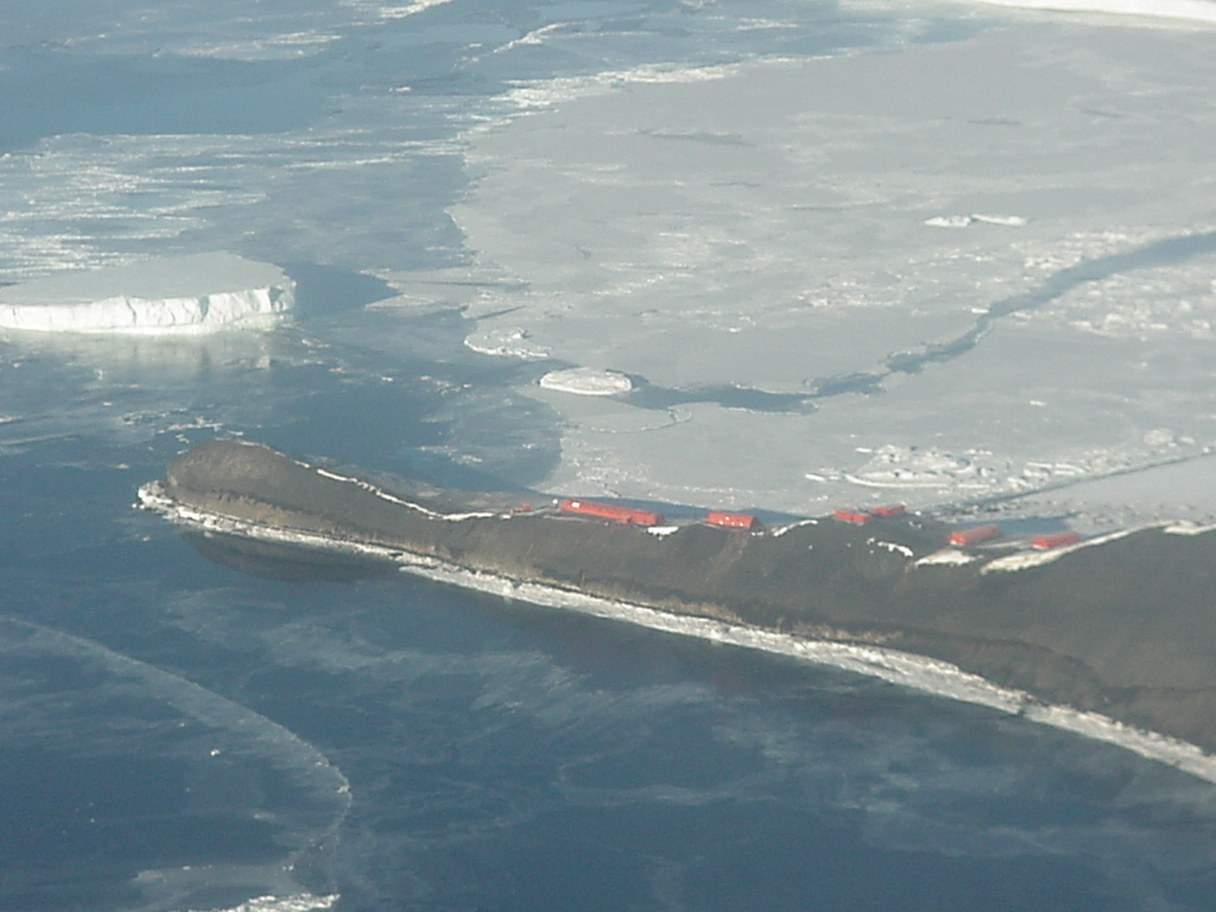
Die Matienzo-Station auf der Südostspitze der Insel

1961 errichtete Argentinien auf der Larseninsel die heute nur noch saisonal betriebene Polarstation Base Antártica Matienzo.